# Fravia
Francesco Vianello (soprannominato Fravia, +Fravia e Fravia+; Oulu, 30 agosto 1952 – Bruxelles, 3 maggio 2009) è stato un hacker e ingegnere italiano dell'ingegneria inversa, noto per il suo archivio su web di tecniche di ingegneria inversa e i suoi articoli. Era anche noto per i suoi apporti alla steganografia.

## Biografia
Fravia conosceva sei lingue (tra cui il latino) e aveva una laurea in storia dell'Alto Medioevo, conseguita nel 1994, e un master in storia e filosofia conseguito nel 1999.